# Marjana Sawka
Marjana Orestiwna Sawka (ukr. Мар'яна Орестівна Савка, ur. 21 lutego 1973 w Kopyczyńcach) – ukraińska poetka, autorka literatury dla dzieci i wydawca.

## Życiorys
Urodziła się 21 lutego 1973 roku w Kopyczyńcach, w rodzinie dyrektora teatru i działacza społecznego Oresta Sawki. Studiowała ukrainistykę na Uniwersytecie Lwowskim. Podczas studiów wraz z Marianną Kijanowską, Julią Miszczenko, Natalią Śniadanko, Natalią Tomkiw i Anną Seredą utworzyła grupę literacką MMÛNNA TUGA. Poszerzała swoją edukację w pracowni dramatycznej Teatru im. Łesia Kurbasa we Lwowie, następnie pracowała jako badaczka naukowa we Lwowskiej Narodowej Naukowej Bibliotece Ukrainy oraz – w latach 90. XX w. – współpracowała z redakcją dziennika „Postup”. W 2001 roku założyła we Lwowie, ze swym ówczesnym mężem, Wydawnictwo Starego Lwa, którym kieruje. Z początku wydawnictwo specjalizowało się w literaturze dla dzieci i młodzieży, z czasem wchodząc także na rynek dla dorosłych odbiorców. Jest wiceprzewodniczącą nagrody literackiej „Welykyj Jiżak” (pl. Duży Jeż), pierwszego niepaństwowego wyróżnienia dla ukraińskich twórców literatury dla dzieci.
Sawka zadebiutowała w 1995 roku tomikiem poetyckim Оголені русла. Jest autorką książek dla dzieci i poezji dla dorosłych odbiorców, a także redaktorką antologii. Napisała również przeszło 30 piosenek i kilka spektakli dla Trio Marjanyci, w którym śpiewa i komponuje. Jej twórczość ukazała się w antologiach oraz na łamach takich magazynów jak „Suczasnist´”, „Kurier Krywbasu”, „Czetwer” czy „The Ukrainian Quarterly”. Jej twórczość została przełożona na języki obce: angielski, rosyjski, polski, białoruski, litewski, niemiecki i portugalski. Po polsku jej wiersze ukazały się m.in. w dwujęzycznej antologii Cząstki pomarańczy. Nowa poezja ukraińska pod redakcją Anety Kamińskiej.
Należy do ukraińskiego PEN Clubu. Pełniła funkcję ukraińskiej ambasadorki ds. tolerancji Programu Narodów Zjednoczonych ds. Rozwoju (UNDP). W 2013 roku została uhonorowana międzynarodową nagrodą im. Wasyla Stusa.

## Twórczość

### Dla dzieci
- Чи є в бабуїна бабуся?, 2003
- Лапи і хвости, 2005
- Казка про Старого Лева, 2011
- Босоніжки для стоніжки, 2015
- На болоті, 2015
- Тихі віршики на зиму, 2015[3]

### Dla dorosłych
- Оголені русла, 1995
- Малюнки на камені, 1998
- Гірка мандрагора, 2002
- Кохання і війна, 2002
- Квіти цмину, 2006
- Бостон-джаз: візії та вірші, 2008
- Тінь риби, 2010
- Пора плодів і квітів, 2013
- Листи з Литви / Листи зі Львова, 2016
- Колисанки і дрімливі вірші, 2017[3]